# Pseudocumatidae
De Pseudocumatidae zijn een familie van zeekomma's (Cumacea). De wetenschappelijke naam voor de familie werd in 1878 voorgesteld door Georg Ossian Sars.

## Anatomie
Pseudocumatidae zijn zeekomma's die een klein, vrij telson bezitten. De endopodiet (binnenste tak) van de uropode bestaat uit één segmentje. De mannetjes bezitten twee paar vrij rudimentaire zwempootjes (pleopoden) en de flagel van de tweede antenne reikt tot ver voorbij het pereon. Bij vrouwtjes is de tweede antenne veel kleiner dan de eerste antenne.

## In België
Drie soorten uit de familie Pseudocumatidae komen voor in het Belgische deel van de Noordzee: Monopseudocuma gilsoni, Pseudocuma longicorne en P. simile.

## Systematiek
De Pseudocumatidae zijn een kleine familie met 31 soorten in 13 geslachten.
- Geslacht Carinocuma Mordukhai-Boltovskoi & Romanova, 1973
- Geslacht Caspiocuma G.O. Sars, 1897
- Geslacht Chasarocuma Derzhavin, 1912
- Geslacht Fontainella Bacescu & Maradian, 1978
- Geslacht Hyrcanocuma Derzhavin, 1912
- Geslacht Kerguelenica Ledoyer, 1977
- Geslacht Monopseudocuma McCarthy, Gerken, McGrath & McCormack, 2006[3]
- Geslacht Petalosarsia Stebbing, 1893
- Geslacht Pseudocuma G.O. Sars, 1865
- Geslacht Pterocuma G.O. Sars, 1893
- Geslacht Schizorhamphus G.O. Sars, 1894
- Geslacht Strauchia Czerniavsky, 1868
- Geslacht Volgacuma Derzhavin, 1912